# Aloe capitata
Aloe capitata es una especie de planta de la familia Xanthorrhoeaceae. Nativa de  Madagascar.

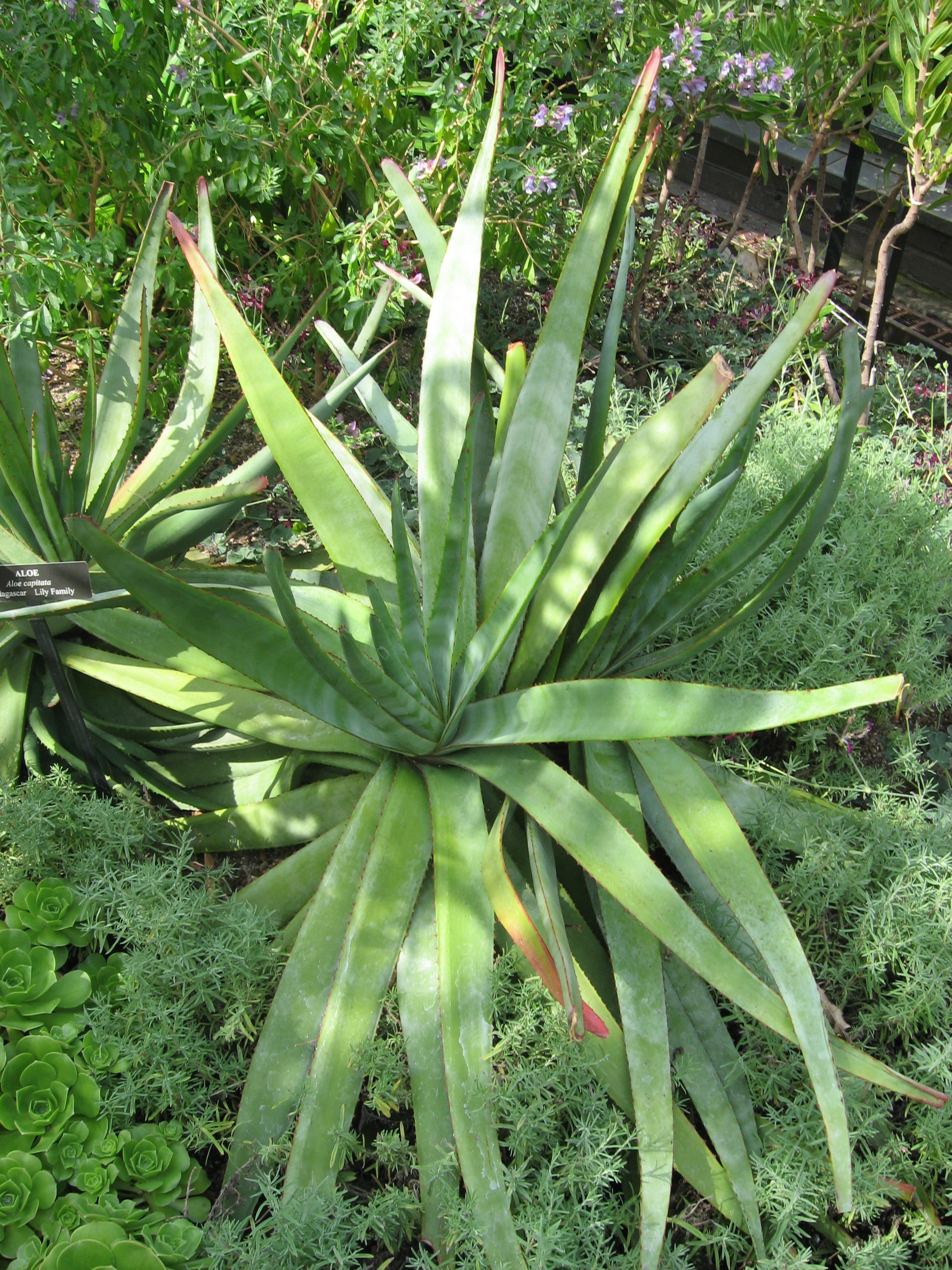
Vista de la planta

## Descripción
Aloe capitata suele crecer solitaria y sin tallo o la sombra con una cepa de hasta 60 centímetros de longitud. Los 20 a 30 hojas triangulares con puntas forman densas rosetas. La punta es un poco retorcida, serrada y corta. Es de color verde, teñida de rojizo  de 50 cm de largo y 6 cm de ancho. Los dientes  de color marrón rojizo o color rojo, el margen cartilaginoso es de 2 mm de largo y con 8 a 12 mm de distancia. El jugo de la hoja cuando está seco es amarillo. La inflorescencia consiste de tres o cuatro ramas y alcanza una longitud de unos 80 centímetros. Las flores son estrechas en forma de campana, de color amarillo anaranjado  de 25 a 30 milímetros de largo y redondeado en la base. 

## Taxonomía
Aloe capitata fue descrita por John Gilbert Baker y publicado en Journal of the Linnean Society, Botany 20: 272, en el año 1883.
Etimología
Ver: Aloe
capitata: epíteto latino  que significa "con una cabeza".
Variedades
- Aloe capitata var. capitata
- Aloe capitata var. cipolinicola H.Perrier
- Aloe capitata var. gneissicola H.Perrier
- Aloe capitata var. quartzicola H.Perrier
- Aloe capitata var. silvicola H.Perrier

Sinonimia
- Aloe cernua Todaro ap. Berger[5]